# Vulkanische lijn van Kameroen

De vulkanische lijn van Kameroen

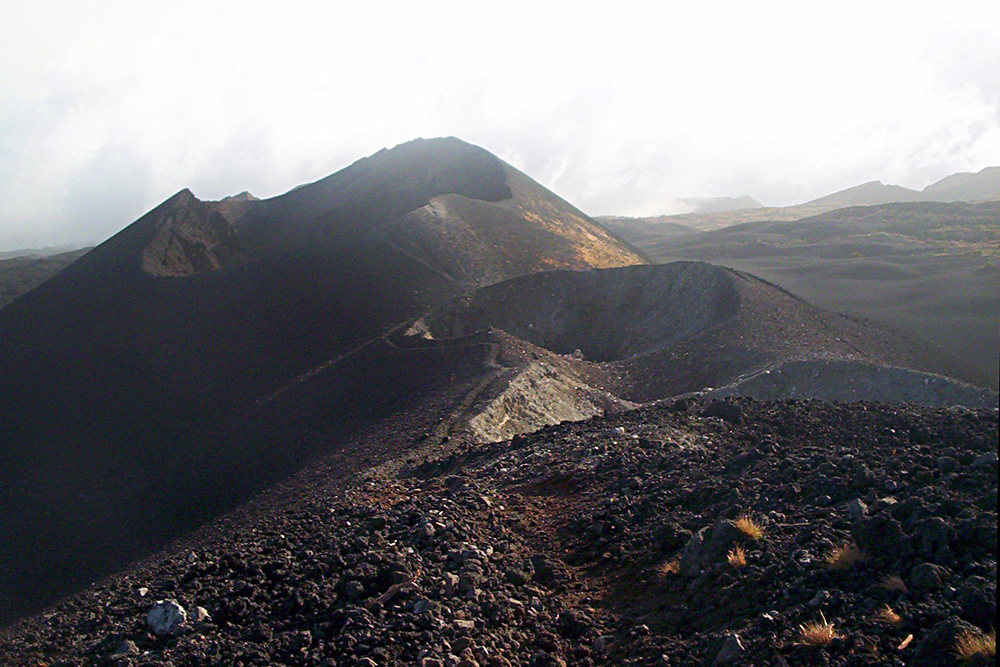
Kraters van Mount Cameroon

De vulkanische lijn van Kameroen is een 1.600 km lange keten van vulkanen die eilanden in de Golf van Guinea en bergen op het Afrikaanse vasteland omvat, van de Mount Cameroon aan de kust tot het Tsjaadmeer in het noordoosten. Ze vormen een natuurlijke grens tussen het oosten van Nigeria en de westelijke regio van Kameroen. De eilanden, die zich uitstrekken tot onder de evenaar, hebben een tropisch klimaat en zijn de thuisbasis van vele unieke planten- en vogelsoorten. De berggebieden op het vasteland zijn veel koeler dan de omliggende laaglanden en bevatten ook unieke en ecologisch belangrijke omgevingen.
De vulkanische lijn van Kameroen is geologisch ongebruikelijk omdat hij zich uitstrekt door zowel de oceaan als de continentale korst. Verschillende geologen hebben verschillende hypothesen naar voren gebracht om de lijn te verklaren.

## Geografie
In de Golf van Guinea bestaat de Kameroense lijn uit zes vulkanische deiningen voor de kust die eilanden of onderzeese bergen hebben gevormd. Van het zuidwesten naar het noordoosten zijn de eilandengroepen Annobón (of Pagalu), Sao Tomé, Príncipe en Bioko. Grote onderzeese bergen liggen zowel tussen São Tomé en Principe als tussen Principe en Bioko. In de Golf van Bonny sluit de lijn aan op het Afrikaans continent.
Op het vasteland begint de lijn met Mount Cameroon en strekt zich uit naar het noordoosten in een bereik dat bekend staat als het Western High Plateau, de thuisbasis van de bossen van de Kameroense Hooglanden. Vulkanische deining verder landinwaarts zijn Manengouba, Bamboutu, het Oku-massief tot Mount Kupe, en dit afgewisseld met kratermeren zoals het Nyosmeer. Ten oosten van Oku zijn er nog meer vulkanische bergen in het Ngaoundéré-plateau, waarvan sommige een vergelijkbare oorsprong lijken te hebben.